# Strong Island
Strong Island é um filme-documentário estadunidense de 2017 dirigido e escrito por Yance Ford. Distribuído pela Netflix, segue o processo judicial de investigação do assassinato do irmão do cineasta Ford.